# Acrocercops cymella
Acrocercops cymella là một loài bướm đêm thuộc họ Gracillariidae. Nó được tìm thấy ở Puerto Rico. Nó được miêu tả bởi W.T.M. Forbes năm 1931.